# Kult obrazów

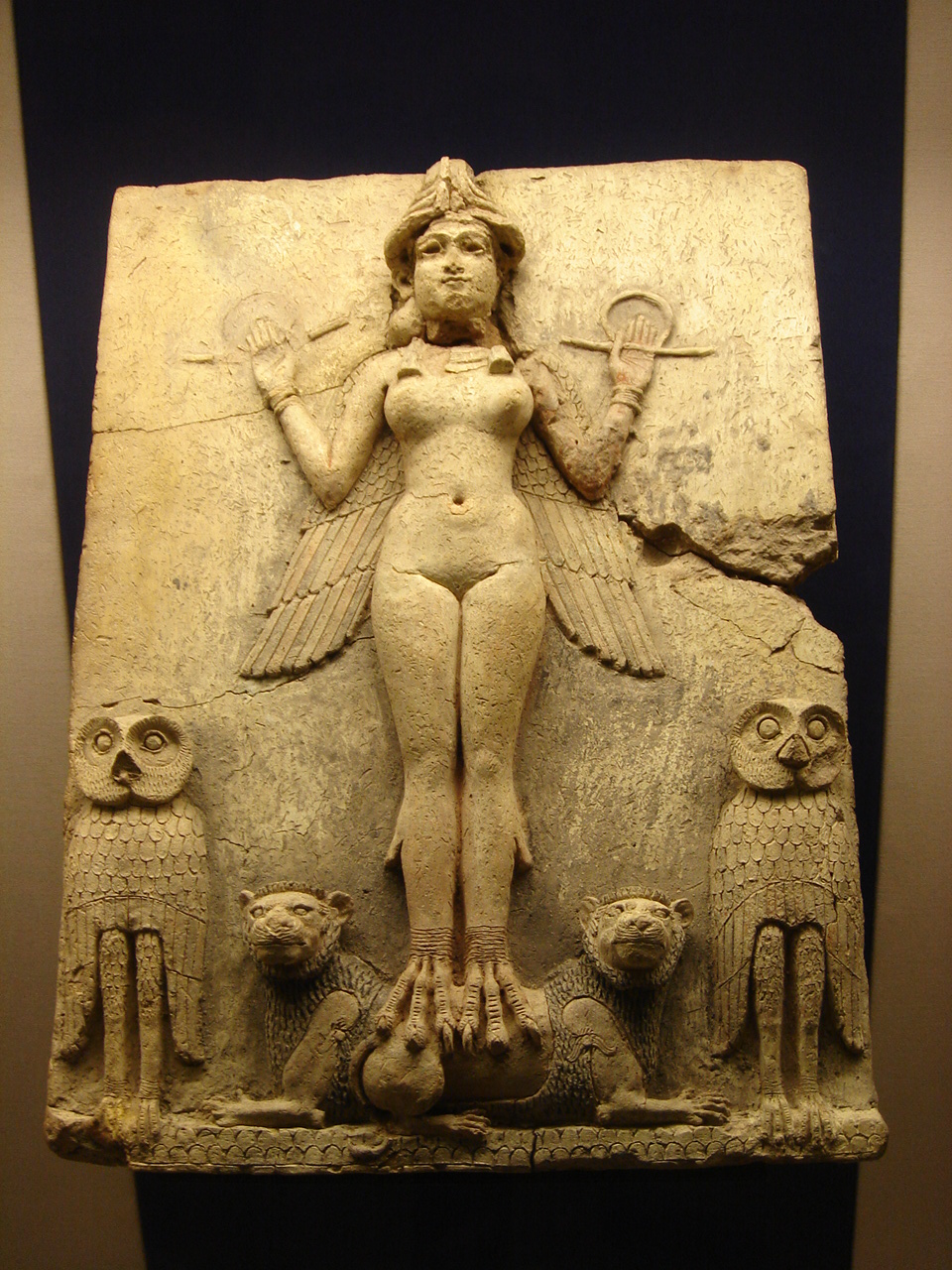
Starobabilońska plakietka przedstawiająca boginię Isztar

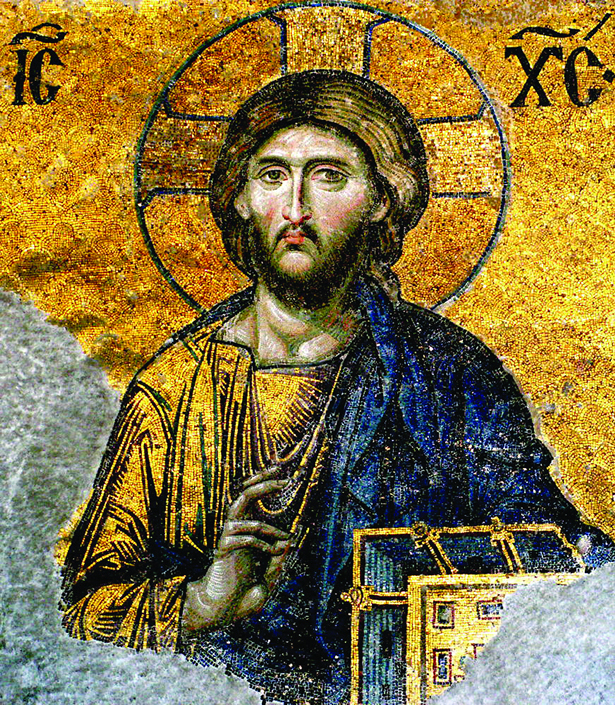
Pantokrator, obraz Chrystusa z bazyliki Hagia Sophia

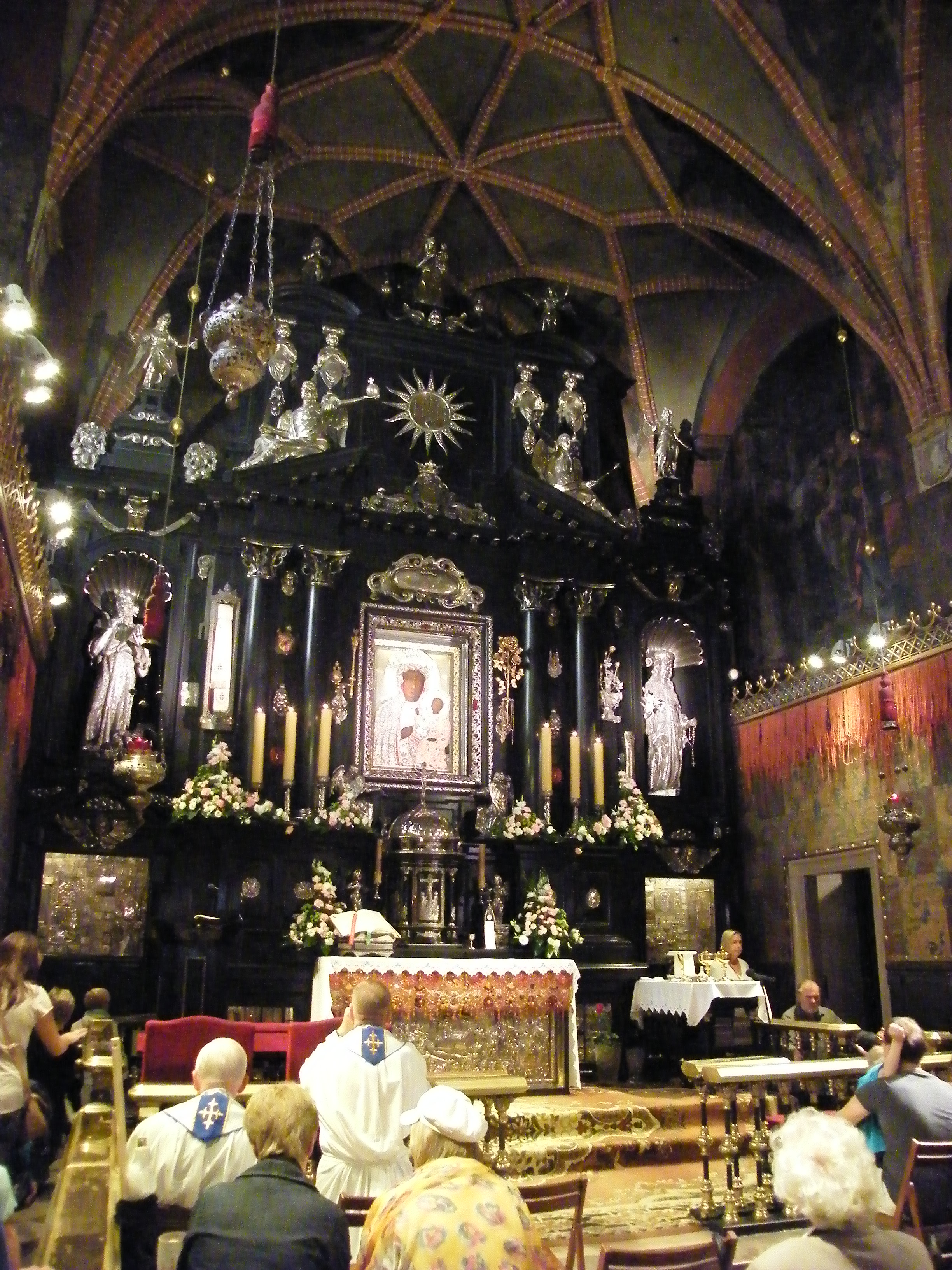
Katolicy modlący się przed obrazem Matki Boskiej Częstochowskiej

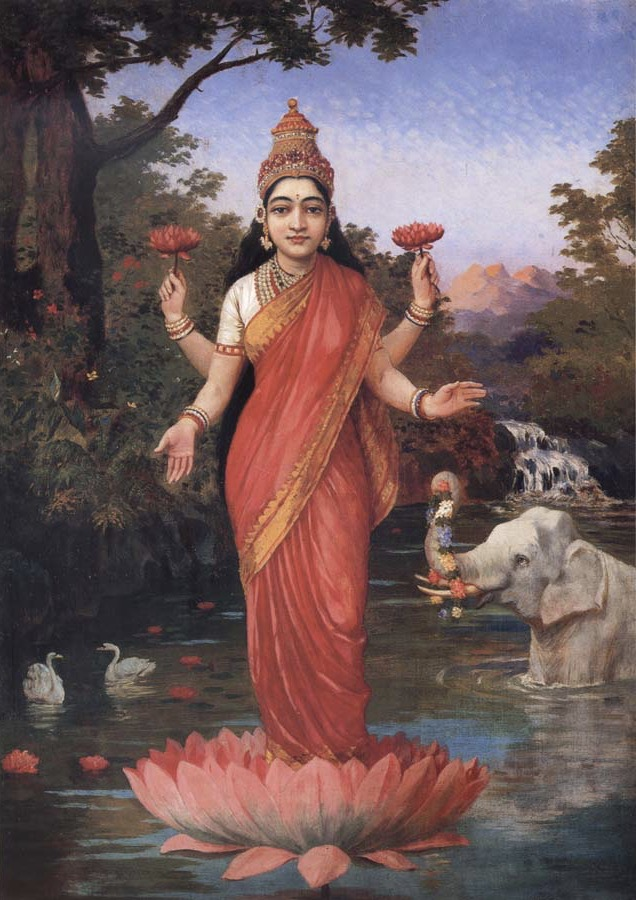
Obraz bogini Lakszmi używany do kultu w hinduizmie

Kult obrazów, kult wizerunków, ikonolatria – element kultu religijnego większości religii przejawiający się wykorzystaniem materialnych wytworów kultury – sztuk plastycznych – w różnorakich przejawach indywidualnego i grupowego życia religijnego. W węższym, ale powszechniejszym rozumieniu, termin odnosi się do elementu doktryny chrześcijańskiej.

## Religioznawstwo
Istnieją następujące zasadnicze powody wykorzystania sztuk plastycznych w religii:
- psychologiczny – wynikający z potrzeby materializacji wyobrażeń religijnych
- dydaktyczny – wynikający z potrzeby utrwalania i przybliżania treści religijnych
- kultyczny – wynikający z potrzeby złożenia ofiary religijnej – w tym wypadku wytworu plastycznego

Cechami charakterystycznymi wykorzystania dzieł plastycznych w kulcie religijnym są: pierwszeństwo treści dzieła nad jego formą oraz wtórne znaczenia dzieła wobec istoty kultu, to znaczy, że w żadnej religii przedmiot wiary nie jest wytworem plastycznym. 
Kult obrazów (wizerunków) znany jest od najdawniejszej starożytności (Egipt, Mezopotamia, Grecja, Rzym) i obecny w różnych formach jest we wszystkich nurtach religijnych (religie plemienne, pogaństwo, hinduizm, buddyzm, chrześcijaństwo). Część religii monoteistycznych sprzeciwia się jednak temu elementowi kultu religijnego. 

## Chrześcijaństwo
Spór o cześć obrazów (ikonoklazm), który trwał w VIII i IX wieku w Bizancjum i państwie Franków, ukształtował zasadniczy stosunek religii chrześcijańskiej do obrazów i innych dzieł plastycznych. Ostateczne rozstrzygnięcie w tej sprawie wydał Sobór nicejski II w 787 roku, powołując się m.in. na Bazylego Wielkiego:

Orzekamy z całą dokładnością i zgodnie, że przedmiotem kultu nie tylko powinny być wizerunki drogocennego i ożywiającego Krzyża, ale tak samo czcigodne i święte obrazy malowane, ułożone w mozaikę lub innym sposobem wykonane, które ze czcią umieszcza się w kościołach, na sprzęcie liturgicznym, na szatach, na ścianach czy na desce, w domach czy przy drogach z wyobrażeniami Pana naszego Jezusa Chrystusa, Boga i Zbawcy, świętej Bogarodzicy, godnych czci Aniołów oraz wszystkich świętych i świątobliwych mężów. (...) „Kult bowiem obrazu skierowany jest do wzoru”, a kto składa hołd obrazowi, ten go składa Istocie, którą obraz przedstawia.

Sobór podkreślił jednak, że kult obrazów może odnosić się jedynie do osoby przedstawionej na obrazie, a nie do samego obrazu. Ustalono wówczas także zasady tworzenia ikon, wykluczające dowolność i zezwalające na "pisanie" (gr. περιγράϕω, perigrapho) obrazów tylko osobom duchownym. Postacie na ikonach powinny mieć duże szerokie oczy, całe ciało osłonięte odzieniem – jedynie odsłonięte twarze i czasem dłonie. Figury miał okalać czarny kontur, karnacja postaci winna być ciemna, święci mieli posiadać długie brody, schematycznie zarysowane szaty nie powinny uwidaczniać kośćca, powinien być stosowany umowny światłocień.
Stanowisko soboru nicejskiego uznają wspólnie katolicy i prawosławni. W związku ze sporem Franków z Bizancjum stanowisko to powtórzone zostało przez sobór konstantynopolitański IV, a po podziale chrześcijaństwa i reformacji przez rzymskokatolicki sobór trydencki. W odróżnieniu jednak od prawosławia katolicyzm oprócz kultu obrazów dopuścił również w kulcie rzeźby i płaskorzeźby oraz pozwolił na daleko idącą dowolność artystyczną w tworzeniu wizerunków. Prawosławie zaś dopuszcza jedynie kult obrazów (ikon) tworzonych zgodnie z zasadami soboru nicejskiego II, które według tej interpretacji są pisane, nie malowane.
W praktyce Kościół katolicki w obrębie tzw. pobożności ludowej dopuszcza również szczególne traktowanie samych obrazów (zwyczaj całowania lub dotykania świętych obrazów, świętych miejsc, relikwii lub świętych przedmiotów, urządzania pielgrzymek i procesji, przebywania pewnej drogi "w sposób szczególny", a mianowicie boso lub na kolanach, składania ofiar, świec i wotów, noszenia wyróżniających strojów, klękania i leżenia twarzą do ziemi, noszenia medalików i znaków wiary).

## Odrzucanie
Pomijając poglądy areligijne, wykorzystanie dzieł plastycznych w kulcie negowane jest w niektórych religiach i odłamach religijnych. Stanowisko takie wynika z dosłownej interpretacji fragmentów Biblii, np. Księgi Wyjścia 20,4-5 (np. średniowieczny ikonoklazm, waldensi, albigensi, husytyzm, protestantyzm, bracia polscy, Świadkowie Jehowy) lub z poglądów dualistycznych (np. Zaratusztrianizm), a także z traktowania kultu wizerunków jako bałwochwalstwa sprzecznego z istotą monoteizmu (np. judaizm, islam).